# Moovligue 1
Moovligue 1 – najwyższa klasa rozgrywkowa w piłce nożnej w Beninie. Liga skupia obecnie 12 zespołów. 

## Kluby w sezonie 2011/12
- Adjobi F.C. (Sakété)
- AS Dragons de l’Ouémé (Porto-Novo)
- ASOS (Porto-Novo)
- ASPAC F.C. (Kotonu)
- Avrankou Omnisport F.C. (Avrankou)
- Buffles de Borgou (Parakou)
- JA du Plateau (Pobé)
- Mogas 90 FC (Kotonu)
- Panthères F.C. (Djougou)
- Soleil F.C. (Kotonu)
- Tonnerre d'Abomey F.C. (Abomey)
- US Sèmè Kraké (Porto-Novo)

## Mistrzowie
| - 1969: FAD Cotonou - 1970: AS Porto-Novo - 1971: AS Cotonou - 1972: AS Porto-Novo - 1973: AS Porto-Novo - 1974: Etoile Sportive Porto-Novo - 1975-1977: nie rozgrywano - 1978: AS Dragons Ouémé - 1979: AS Dragons Ouémé - 1980: Buffles du Borgou FC - 1981: Ajijas Cotonou - 1982: AS Dragons Ouémé - 1983: AS Dragons Ouémé |  | - 1984: Lions de l'Atakory - 1985: Requins de l’Atlantique FC - 1986: AS Dragons Ouémé - 1987: Requins de l’Atlantique FC - 1988: nie rozgrywano - 1989: AS Dragons Ouémé - 1990: Requins de l’Atlantique FC - 1991: Postel Sport FC - 1992: Buffles du Borgou FC - 1993: AS Dragons Ouémé - 1994: AS Dragons Ouémé - 1995: Toffa Cotonou - 1996: Mogas 90 FC |  | - 1997: Mogas 90 FC - 1998: AS Dragons Ouémé - 1999: AS Dragons Ouémé - 2000: nie rozgrywano - 2001/02: AS Dragons Ouémé - 2003: AS Dragons Ouémé - 2004: nie dokończono - 2005: nie rozgrywano - 2005/06: Mogas 90 FC - 2007: Tonnerre Abomey - 2008/09 : uznane za nieważne - 2009: nie rozgrywano - 2009/10: ASPAC Cotonou - 2010/11: nie rozgrywano - 2011/12: ASPAC Cotonou |

## Tytuły mistrzowskie według klubu
Tytuły mistrzowskie są liczone od kiedy uznano niepodległość Beninu.
| L.p. | Klub                       | Ilość tytułów | Ostatni tytuł |
| ---- | -------------------------- | ------------- | ------------- |
| 1    | AS Dragons Ouémé           | 12            | 2003          |
| 2    | Mogas 90 FC                | 3             | 2006          |
| 2    | Requins de l’Atlantique FC | 3             | 1990          |
| 2    | AS Porto-Novo              | 3             | 1973          |
| 5    | Buffles du Borgou FC       | 2             | 1992          |
| 6    | ASPAC Cotonou              | 1             | 2010          |
| 6    | Tonnerre Abomey            | 1             | 2007          |
| 6    | Toffa Cotonou              | 1             | 1995          |
| 6    | Postel Sport FC            | 1             | 1991          |
| 6    | Lions de l'Atakory         | 1             | 1984          |
| 6    | Ajijas Cotonou             | 1             | 1981          |
| 6    | Etoile Sportive Porto-Novo | 1             | 1974          |
| 6    | AS Cotonou                 | 1             | 1971          |
| 6    | FAD Cotonou                | 1             | 1969          |